# Escultura de arena

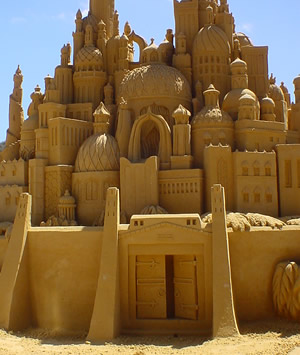
Un elaborado castillo de arena.

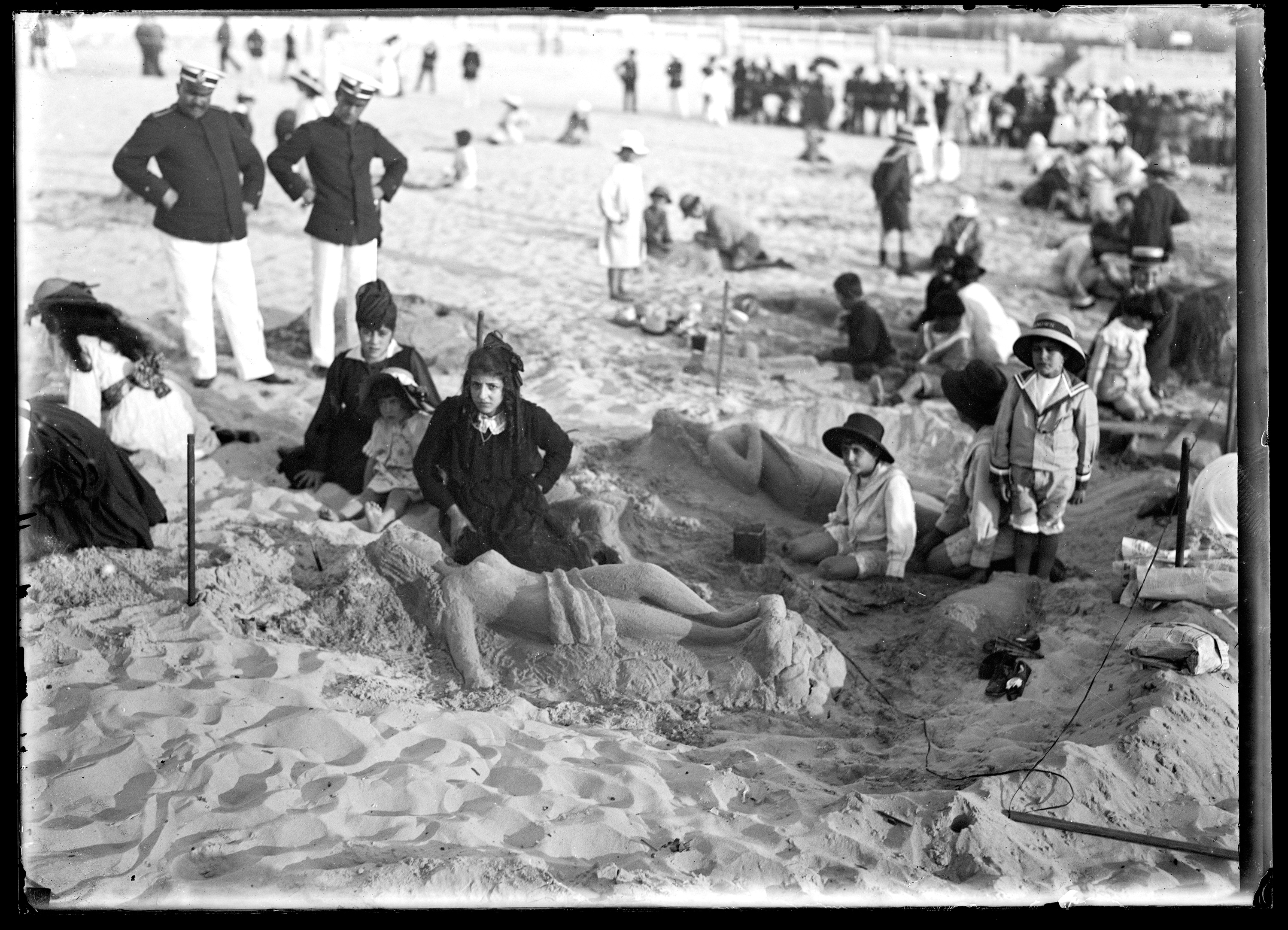
Una competencia de esculturas de arena en Playa Ramírez (Montevideo, Uruguay) en 1919.

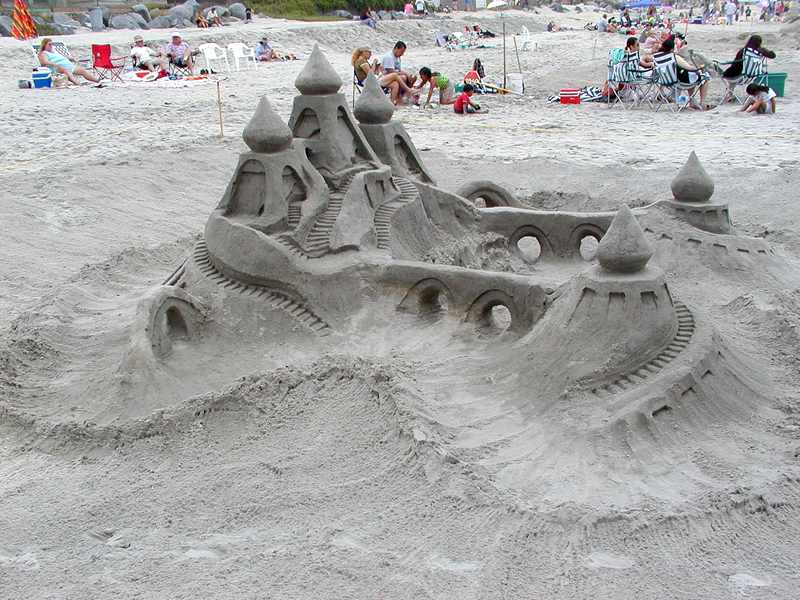
Castillo de arena hecho para una competición.

Estas esculturas que están hechas de arena, normalmente un castillo, que se suele construir en playas. Aunque popularmente se construyen por diversión (especialmente los niños), también está considerado como una forma de arte, por la compleja laboriosidad que pueden llegar a alcanzar. Hay numerosos concursos de construcción de esculturas, como estatuas, rostros, etc. con la arena, aunque la modalidad más extendida es la que refiere a la creación de castillos.

## Historia
No existe una fecha exacta para datar la invención de las esculturas hechas en arena (los egipcios utilizaban la arena para hacer modelos a escala de las pirámides que iban a construir), pero la construcción de castillos de arena con fines artísticos comenzó en Estados Unidos a principios del siglo XX. Los concursos y exposiciones tuvieron también allí su origen, y en 1990 se extendieron por Europa.
Hoy en día, el concurso más famoso de castillos de arena, tiene lugar en Sídney. 
El castillo de arena más alto fue construido en el año 2003 en Estados Unidos y mide 8,91 metros.

## Materiales
Las esculturas de arena están formados por agua y arena. Normalmente se utiliza arena de playa, pero sirve cualquier tipo de arena, como la de río, cantera e incluso tratada (sílica). La diferencia de estas para construir un castillo no dependen de dónde procede, sino más bien su forma, pudiendo ser cilíndricas (redondeadas) o cúbicas (con aristas); estas últimas son las óptimas para obtener los mejores resultados ya que por su forma se adaptan mejor para una buena compactación (compactar la arena en encofrados -cimbras-, con pisones de mano o compactadoras mecánicas, es el sistema más utilizado por los profesionales de la arena).
Para construir un castillo pequeño se puede utilizar cualquier arena siempre que esta sea de grano muy fino, pero si se desea construir uno de mayores dimensiones se debe utilizar la arena de forma cúbica. Con este tipo de arena se consiguen construir castillos de grandes dimensiones y gran altura; en algunos de los más conocidos festivales internacionales, como en Blanquenberge (Bélgica), se han superado los 10 metros de altura.
El tiempo de vida de un castillo de arena depende de la calidad de la arena y de la compactación de la misma. Hoy en día y a nivel profesional se les aplica un producto para alargar su vida y poder ser expuestas a la intemperie por algunos meses y en algunos casos en interiores por años.